# محمد ضیایی‌پور
محمد ضیایی‌پور (انگلیسی: Mohammad Ziaeipour؛ زاده ۱۴ مارس ۱۹۸۹) یک بازیکن فوتبال اهل ایران است و عضو باشگاه پدیده رضا مهر شهریار است.